# 1360 Tarka
1360 Tarka је астероид главног астероидног појаса. Приближан пречник астероида је 29,84 ,
а средња удаљеност астероида од Сунца износи 2,632 астрономских јединица (АЈ).
Инклинација (нагиб) орбите у односу на раван еклиптике је 22,819 степени, а орбитални период износи 1560,198 дана (4,271 године). Ексцентрицитет орбите астероида износи 0,216.
Апсолутна магнитуда астероида износи 11,00 а геометријски албедо 0,079.
Астероид је откривен 22. јула 1935. године.